# Minerva (program)
program Minerva (ang. Minerva programme) – część programu Socrates II i Lifelong Learning Programme – projekt wspierający i dotyczący kształcenia otwartego i na odległość, nowoczesnych technologii informacji i komunikacji w edukacji. Początkowo, do końca 1999 r. program funkcjonował pod nazwą ODL (Kształcenie otwarte i na odległość, ang. Open and Distance Learning), ale wraz z rozpoczęciem projektu Socrates II otrzymał nazwę Minerva na cześć bogini mądrości i nauki z mitologii rzymskiej.
Główne cele i zadanie programu:
- podnoszenie kwalifikacji nauczycieli, instruktorów, organizatorów i administratorów edukacji niestacjonarnej,
- umożliwienie do korzystania w większym stopniu ze środków technicznych,
- dążenie do uzyskania równorzędności zdobytego w ten sposób kształcenia
- koncentracja na uzyskaniu lepszych efektów pracy instytucji oferujących kształcenie niestacjonarne,
- organizowanie seminariów dla studentów celem wymiany doświadczeń,
- łączenie nowych metod nauczania z tradycyjnymi,
- wspieranie multimedialnych sposobów komunikacji,
- wykorzystywanie Internetu i poczty elektronicznej w trakcie kształcenia,
- promowanie i ocena wdrażania technologii informacyjno-komunikacyjnych (ICT) do edukacji i kształcenia otwartego i na odległość,
- rozwijanie innowacyjnych modeli i metod nauczania/uczenia się włączających ICT do edukacji,
- promowanie dostępu do nowoczesnych metod kształcenia i zasobów edukacyjnych wykorzystujących ICT, a także do najlepszych rozwiązań praktycznych w tym zakresie,
- ułatwienie rozumienia wpływu, jaki wywierają technologie informacyjno-komunikacyjne na procesy edukacyjne
- wspieranie zastosowania ICT w celach edukacyjnych zgodnie z ustalonymi priorytetami dwóch kluczowych inicjatyw Wspólnoty Europejskiej: eEuropa i eLearning
- podjęcie dialogu na poziomie europejskim w wyżej wymienionych kwestiach, który powinien zmierzać do opracowania wspólnej polityki i strategii wdrażania ICT do edukacji